# Daniel Villey
Pour les autres membres de la famille, voir famille Villey.
Daniel Villey (4 juillet 1911 – 25 avril 1968) est un économiste français néolibéral, professeur aux universités de Caen, Poitiers puis Paris.
Membre du comité technique de l'Institut national d'études démographiques, il a été directeur adjoint de l'Institut de démographie de l'université de Paris. Résistant, il a été membre du Comité départemental de Libération de la Vienne. Ce libéral a été vice-président de la Société du Mont-Pèlerin, président de la Société d'économie politique et de l'Association pour la liberté économique et le progrès social (ALEPS).

## Biographie

### Milieu social, formation et carrière universitaire
Daniel Villey est issu d’une famille d’universitaires. Son grand-père, Edmond Villey, est l’un des fondateurs de la Revue d’économie politique. Son père, Pierre Villey, est un professeur de faculté spécialiste de la littérature française du XVIe siècle. Un de ses frères, Raymond Villey, est professeur de médecine et l'autre, Michel Villey, professeur de philosophie du droit. La mère de Daniel, Louise Boutroux, est la fille du philosophe Émile Boutroux et d'Aline Poincaré, sœur du mathématicien et physicien Henri Poincaré. 
Il est élève au lycée de Caen et poursuit des études supérieures aux facultés de droit et de lettres de Caen. Il est alors membre du comité de la fédération du Calvados de l'Association française pour la SDN (Société des Nations) et membre du conseil d'administration de la Ligue caennaise contre les taudis.
Il obtient son doctorat en droit avec une thèse sur Charles Brook Dupont-White. Reçu premier à l'agrégation des facultés de droit en 1938, il enseigne comme professeur aux Universités de Caen, Poitiers et, à partir de 1956, Paris. Il a également enseigné à l'étranger, à Rio de Janeiro et en Égypte (Le Caire).
Membre du comité technique de l'Institut national d'études démographiques (INED), il est également directeur adjoint de l'Institut de démographie de l'université de Paris de 1957 à 1958.
Il est marié à Florence Métois, fille d'Alexis Métois, lieutenant-colonel en retraite (1921), franc-maçon, militant socialiste SFIO, pacifiste, fondateur et président en 1934 d'un parti politique, le parti de la IVe République, « républicain-populiste ». Avec son épouse, il a traduit un article consacré au problème de « la valeur dans la communauté socialiste » , publié dans un recueil intitulé L'Économie dirigée en régime collectiviste : études critiques sur les possibilités du socialisme, paru en 1939, aux éditions de la librairie de Médicis, une maison d'éditions spécialisée dans la défense des thèses néolibérales.

### Un jeune intellectuel catholique: de la revueEsprità la résistance
Dans sa préface à Redevenir des hommes libres (1946), il se présente rétrospectivement comme un « jeune homme qui fut un adepte enthousiaste du Front populaire et dès 1940 un gaulliste sans hésitation ». Il a collaboré à partir de 1934 à la revue catholique et antilibérale  Esprit, qui cherche alors une troisième voie entre le capitalisme libéral et le marxisme; il y approuve en effet les réformes du Front populaire : « Les grands patrons incorrigibles ont dû (...) offrir d'eux-mêmes ce qu'ils avaient toujours proclamé impossible d'accorder: reconnaissance des délégués ouvriers, contrats collectifs, augmentation de salaires, congés payés, semaine de 40 heures ». Son ami Jacques Madaule, autre collaborateur d'Esprit, le dépeint ainsi en 1973 : il était « l'un des personnages les plus curieux de la bande », « l'un de ceux que l'on se serait le moins attendu à y rencontrer. Ce ferme républicain - plus républicain que démocrate, comme Mounier - ne s'était jamais abreuvé à la fontaine maurrassienne, ni baigné dans le fleuve thomiste, le socialisme ne lui inspirait que de l'éloignement, mais il avait très bien compris le personnalisme et il lui est demeuré fidèle jusqu'au bout ».

Il signe en 1935 le "manifeste pour la justice et la paix" initié par François Mauriac, avec d'autres collaborateurs de la revue Esprit, au sujet du conflit entre l'Italie et l'Éthiopie. Antimunichois, il désapprouve les accords de Munich en 1938, au nom de « l'honneur chrétien » et par opposition à l'Allemagne nazie d'Hitler. Il écrit dans les colonnes d'Esprit : 

« Ce n'était pas seulement que nous voulions arrêter l'expansion (..) d'un régime dont la doctrine nous révolte (...). Ce n'était pas seulement cette certitude que nous avions: qu'un nouveau succès diplomatique fulgurant (...) renforcerait dangereusement le prestige et l'élan d'un homme qui est un danger public [ Hitler ], et que notre faiblesse d'aujourd'hui (...) nous préparerait bien mal à la résistance obstinée qui sera certainement nécessaire un jour prochain. C'est bien plus que cela. C'est bien plus que l'existence de notre pays qui était en jeu: c'est son honneur. (...) Une nation manque à l'honneur quand elle abuse de sa force contre le faible; mais elle n'y manque pas moins quand elle se montre faible devant la violence injuste qu'elle a promis d'empêcher. Pas plus que l'invasion de la Ruhr [par la France en 1923] et la politique exigeante que nous avons menée en matière de réparations, au temps où l'Allemagne était affamée et désarmée, l'honneur ne permettait notre complicité avec l'attentat mussolinien en Éthiopie, et ne nous permet celle que certains consentent aujourd'hui...c'est l'honneur de l'Angleterre et de la France qu'on a vendu à Berchtesgaden. »

Il désapprouve à son retour de captivité en mars 1941 la reparution de cette revue après la défaite de 1940 et la mise en place de la Révolution nationale du régime de Vichy. En 1942, il a fait partie du bureau de la section du Calvados de la Confédération générale des familles. 
Il entre en résistance dans la Vienne ; il est alors gaulliste. Il devient membre du Comité départemental de Libération de la Vienne en 1944 ; il participe à ses séances plénières de septembre 1944 à janvier 1946. Il est aussi délégué régional à l'information du Commissaire régional de la République. Ce dernier brossera ultérieurement le portrait suivant de Villey : « De petite taille, la figure ronde, le front dégagé, il portait à la bouche, perpétuellement, une pipe à demi calcinée. L'esprit toujours en mouvement, la confiance et l'amitié spontanément offertes à tous ceux qui l'approchaient, il s'exprimait avec chaleur, espérant convaincre. Mais, s'il n'y réussissait pas, il n'en tenait pas rigueur à son interlocuteur: il respectait toutes les opinions ». 
Il est hostile à la Libération aux comités de libération et aux milices « patriotiques » communistes, à la « résistance spécialisée » qui se distingue par « sa volonté de faire table rase (...), la violence de son verbe et le vide de son programme », à l'épuration « qui sert les fins communistes » et qui nuit à l'économie française. Il réfléchit dans Le Monde sur la résistance et sa « stratigraphie » - de ses « couches primitives », parmi lesquelles les « provinces qui souvent votaient à droite mais qui étaient républicaines jusqu’à l’os » comme la Normandie, et les milieux universitaires dont il fait partie, jusqu'aux « tard-venus ». Il veut en fait suggérer « comment il s'est fait qu'il y a aujourd'hui deux pôles idéologiques de la Résistance. (...) La libération pour les uns signifie avant tout restauration, pour les autres révolution ».

### Un économiste néolibéral et catholique
Dans les premières lignes de sa préface à Redevenir des hommes libres, au titre éloquent, il écrit : « Une passion hante les pages qu'on va lire, celle de la dignité humaine, liée à l'indivisible liberté. Et l'horreur corrélative du totalitarisme que la domination hitlérienne nous apprit à connaître et à combattre, et qu'il nous faut maintenant affronter sous la seule forme où présentement il existe et menace: celle du communisme ». Dans Le Monde, il réfléchit en 1945 à la signification de la crise des années 1940: il ne croit pas alors à « l'interprétation tout eschatologique des événements »: « Il arrive fort bien qu'une femme crie qu'elle va mourir cependant qu'on lui arrache une dent. Ainsi ferait peut-être la civilisation individualiste et libérale, si le choc tragique qu'elle subit aujourd'hui la prenait à désespérer de son avenir ». Il défend le libéralisme et critique le dirigisme des années qui ont suivi la Libération, dans Redevenir des hommes libres, ou dans des conférences données sous les auspices du Comité d'action économique et douanière. Il fait alors partie d'un mince « pôle de résistance idéologique aux réformes de la Libération », à l'instar d'un Louis Baudin ou d'un Jacques Rueff. 
Catholique fervent, il essaie de comprendre pourquoi les catholiques français récusent le libéralisme et l'économie de marché, et tente de convaincre que l'on peut être à la fois catholique et libéral dans son article de 1954 « L'économie française face à la pensée catholique ». C’est en France, déplore-t-il, que « l’opposition du libéralisme et de la pensée catholique s’affirme de la façon la plus brutale, au point qu’elle y pousse une fraction de l’opinion catholique dans le sillage marxiste ». Et aussi lors de la Semaine sociale de Toulouse en 1945 et lors de la Semaine des intellectuels catholiques de 1956. Villey déplore « qu’une  grande partie de la pensée catholique contemporaine  se trouve présentement occupée (…) à répéter (…) des critiques très anciennes contre le régime [ économique ] qui est celui de notre temps, dont elle s'obstine à méconnaître l’âme. Elle se nourrit de nostalgies médiévales et de rêves millénaristes ». Dans son livre de 1967 A la recherche d’une doctrine économique, il se désole du « climat mental anti-capitaliste » dans l'Université et les Églises, du « regain marxiste des trente dernières années », « en dépit de l’usure de ses dogmes, de l’archaïsme de sa construction théorique (…), nonobstant l’inhumanité de son humanisme athée et collectiviste, en dépit des tyrannies qu’il a engendrées, de tous les crimes commis en son nom, en dépit de la menace même que suspend sur l’existence de notre civilisation, et de nos patries occidentales, l’impérialisme de celles qui se réclament de lui ». Il appelle alors à  « mettre fin à cette situation de désarmement idéologique unilatéral »: « Plus que toute autre chose, ce qui nous fait aujourd'hui défaut, c'est une doctrine économique libérale amplement conçue, solidement pensée, fermement fondée, accordée au contexte du troisième quart du XXe siècle, et qui soit propre à éclairer, régir, ordonner notre politique économique ». 
Membre de la Société du Mont-Pèlerin à partir des années 1950, il est vice-président de cette société de pensée libérale et transnationale en 1965, et président par intérim à partir de la fin de l'année 1967, jusqu'à son décès en avril 1968, alors qu'il est de santé fragile ; il a eu une double crise cardiaque avant 1967. Ce néolibéral se distingue des prises de position extrêmes d'un Milton Friedman ou d'un Friedrich Hayek. Ainsi, dans Leçon de démographie (1958), il évoque le 10e meeting de la société du Mont-Pèlerin à Saint-Moritz en 1957 et un « collègue américain, économiste ultra-libéral », pour s'en désolidariser. Il n'est pas hostile à John Maynard Keynes. 
En France, il s'exprime dans plusieurs cercles. Membre depuis 1950 de la Société d'économie politique de Paris, il en est l'un des vice-présidents en 1957 - il y côtoie notamment d'autres néolibéraux comme Gaston Leduc, Jacques Rueff, Louis Baudin, Luc Bourcier de Carbon ou Louis Rougier -, et il est élu président en 1966 de cette société savante. Il y donne en décembre 1957 une conférence intitulée « esquisse d'une doctrine libérale à l'usage de notre temps ». Il y affirme que le « système libéral n'est pas tant enrayé que l'intelligence libérale ébranlée ». « A l'idée du laisser-faire, il faut substituer une théorie positive des fonctions économiques de l'Etat libéral ». Il faut aussi rompre avec « l'hédonisme » du vieux libéralisme et avec l'idée « d'un ordre naturel ». Il est proche à partir de 1963 d'une association patronale lyonnaise libérale, l'Association des chefs d'entreprise libres (ACEL) dont les dirigeants sont aussi membres de la société du Mont-Pèlerin. Il assiste à une manifestation de libéraux organisée par l'ACEL et le Point de rencontre spiritualiste de Pierre Lhoste-Lachaume en 1963, donne une conférence la même année aux journées d'études de l'ACEL, assiste à une conférence de Lhoste-Lachaume en 1964 à l'occasion de l'installation de la nouvelle annexe parisienne de l'ACEL, livre un exposé lors du 25e anniversaire de l'ACEL en 1965, assiste à une conférence de Gaston Leduc en 1967,. Il fréquente aussi les dîners-débats du Centre d'études politiques et civiques dans les années 1960. Son président, Georges Laederich, le présente à sa mort comme un « grand ami du CEPEC », « un homme dont l’amitié précieuse ne s’est jamais démentie ». Il y a présenté son disciple, François Bilger (1934-2010) - qui considère Villey comme un des penseurs du néolibéralisme français -, alors maître de conférences à la faculté de droit et de sciences économiques de Strasbourg, conférencier en 1965 sur « la pensée économique libérale dans l’Allemagne contemporaine » . Dans son intervention, Villey tente de convaincre les convives d'accepter sans réticence l'économie de marché : « Sans doute beaucoup d’esprits au CEPEC qui sont restés marqués par les thèmes du corporatisme éprouveront-ils quelque répugnance (…) mais quiconque refuse le communisme totalitaire doit nécessairement accepter et préconiser l’autre terme de l’alternative : l’économie de marché c’est-à-dire le système capitaliste ». Dans sa conclusion, il souligne plusieurs points. Il faut en France « repenser le libéralisme sur des bases philosophiques neuves », comme l’ont fait les Allemands mais « dans des cadres de pensée français », différents de l’utilitarisme britannique. Villey affirme que le libéralisme économique « préfère le système de l’économie de marché ». Et il critique la planification indicative à la française, qualifiée « d’élucubration doctrinale de quelques technocrates français ».
Villey devient aussi le premier président, jusqu'à son décès, d'une autre association patronale libérale, l'Association pour la liberté économique et le progrès social (ALEPS), fondée fin 1966. 
Daniel Villey distingue en économie les « architectes » et les « médecins ». Les premiers, résonnant a priori et in abstracto, sont en faveur de réformes de structures. Les autres, auquel allait son soutien, pensent  qu'on ne construit pas une structure mais qu'on la fait évoluer . Dans l’après Seconde Guerre mondiale, il est attristé de voir la science économique se détacher de la philosophie sociale  pour s’engager « dans la voie d’une science prétendument positive et neutre » et se mettre « surtout à l’apprentissage des techniques comptables et mathématiques ». Il pressentait  « l’échec d’une Université technocratique renonçant à donner aux étudiants une véritable culture» ». Cela le conduisit à inaugurer à Paris un cours de « philosophie économique ». 
Ce catholique libéral rejoint certaines des inquiétudes des catholiques traditionalistes ou conservateurs après le concile Vatican II ; il signe en 1967 une pétition internationale de laïcs, initiée par la revue Itinéraires de Jean Madiran et adressée à l'épiscopat, demandant le rétablissement de l'expression « consubstantiel au père » dans le Credo (religion) en français (remplacée par l'expression « de même nature »), aux côtés notamment de Louis Salleron, Henri Massis, François Mauriac, Stanislas Fumet, Roland Mousnier ou Gustave Thibon.

### Un engagement proeuropéen
Daniel Villey s'enthousiasme pour les débuts de la construction européenne, par crainte du péril soviétique et dans le cadre du mouvement européen et du mouvement fédéraliste français La Fédération. Il participe ainsi au 3e congrès de la Fédération, à Beaune, en juillet 1950, aux côtés de Louis Salleron et d'Henri Frenay. 

Dans le contexte de la constitution du Conseil de l'Europe, alors qu'il enseigne à la Faculté de droit de Poitiers, il lance en décembre 1949 un appel aux jeunes puis fonde dans la foulée et dirige les « Volontaires de l'Europe », chargés de mener une campagne en faveur de l'unification européenne, pour que l'Assemblée parlementaire du Conseil de l'Europe s'engage à instituer un gouvernement européen responsable devant un Parlement élu. Ces jeunes devaient s'engager durant deux années à mener le combat proeuropéen, fondé sur 6 points : la diffusion en France et l'officialisation par la France du drapeau européen, la fête légale de l'Europe, l'unification totale des armées européennes, l'intégration de l'Allemagne dans l'Europe occidentale, l'élection d'un Parlement européen souverain, l'instauration d'un exécutif européen responsable devant ce Parlement et devant lui seul. Il signe en avril 1950 un appel d'un Comité national pour le drapeau européen : 

« La guerre menace. (...) La tyrannie [allusion à l'URSS communiste] est à nos portes. (...) Il faut unir l'Europe avant qu'il ne soit trop tard. (...) Un signe doit rallier toutes les volontés: le drapeau de l'Europe. (...) Un drapeau, c'est le signe d'une communauté politique souveraine. Cela même que l'Europe doit être pour que vive la France. Français de toutes conditions, de tous partis, de toutes opinions, les 8-14 mai prochain (fête de l'armistice et fête de Jeanne d'Arc) et le 14 juillet vous plébisciterez l'Europe unie. Vous pavoiserez en masse aux couleurs européennes et françaises. »

Le drapeau européen, c'est alors celui du Mouvement européen, le E vert sur fond blanc. 
En août, il tente vainement de faire voter par les parlementaires du Conseil de l'Europe à Strasbourg un nouveau « serment de Strasbourg » : « Il faut que les délégués à Strasbourg rompent avec leur ordre du jour et avec leur statut, qu'ils renouvellent le serment du jeu de Paume, qu'ils jurent de demeurer en session jusqu'à ce qu'ils aient donné à l'Europe une constitution fédérale qui sera soumise à la ratification des parlements ou à l'approbation directe des peuples par référendum ». Puis en septembre 1950, déçu par les hésitations du Conseil de l'Europe, il contribue à lancer avec André Voisin de La Fédération le Conseil européen de vigilance. Pour cela, il se rend aux États-Unis pour rencontrer les dirigeants de l'American Committee on united Europe (ACUE), afin de bénéficier de leur appui, financier notamment. Le Conseil européen de vigilance est une assemblée de militants proeuropéens qui veut faire pression sur les parlementaires du Conseil de l'Europe pour qu'ils prennent des initiatives en faveur de l'unification européenne. 
Il écrit ensuite dans le XXe siècle fédéraliste, périodique de La Fédération, et demeure membre de l'organisation française du Mouvement européen. 

Ce libéral est évidemment anticommuniste ; il appelle ainsi à ne pas abandonner les Berlinois de l'Ouest en 1961. Il écrit en 1967 : 

« Et-si l'Europe doit un jour se faire - j'entends les Etats-Unis de l'Europe des Six -, tout porte à pressentir que ce sera sur les structures libérales de l'Allemagne de l'Ouest, bien plus probablement que sur les nôtres, que s'alignera la fédération. S'il nous est au reste permis d'espérer que les Etats nationaux actuels accepteront d'immoler sur l'autel de l'Europe leurs pouvoirs économiques souverains, il semble beaucoup plus difficile d'imaginer qu'ils consentent à les transférer entiers à l'autorité politique commune. La logique même du processus d'unification implique que l'intégration de l'Europe la libéralise. »

### Un partisan de l'Algérie française
Il signe le Manifeste des intellectuels français pour la résistance à l'abandon de 1960 en réaction au Manifeste des 121 et écrit qu'il est « impensable d'abandonner aux fellaghas le sort du million de chrétiens et de juifs d'Algérie, qui comptent sur la protection de la métropole ». Il espère donc la victoire des groupes paramilitaires de l'Organisation armée secrète. 
Il témoigne à décharge au procès du général Raoul Salan, en 1962, et à celui de Jean-Marie Bastien-Thiry en 1963. Interrogé sur la question de la « résistance légitime à l’oppression », il déclara à la barre, lors du procès de Bastien-Thiry :

« Monsieur le Président, cela m’oblige à parler de la personne qui a été visée [allusion au général de Gaulle], dans l’attentat que vous jugez. (…) Et mon devoir ici (…) m’oblige à dire pourquoi il me semble que les accusés ont pu être amenés, après des scrupules qui les honorent, mais avec une décision qui, je crois, les honore aussi, à envisager de commettre l’acte pour lequel vous les jugez. J’ai été, Monsieur, un très grand admirateur et un fervent partisan de l’homme que ces hommes ont attaqué. (…) Monsieur le président, comme vous le savez, ces promesses [maintenir l’Algérie française] n’ont pas été tenues. Si quelqu’un avait cherché à assassiner M. Lebrun, ou M. Vincent Auriol, ou M. Coty, hé bien, les assassins auraient été jugés par une cour d’assises. (…) Il faut donc que l’actuel président de la République ne soit pas un président de la République tout à fait comme les autres pour qu’il faille un tribunal d’exception et pour qu’un peu partout se manifeste ou de l’approbation, et beaucoup plus largement qu’on le croit, ou de l’indulgence, ou de la sympathie, ou une pitié vraiment très grande pour les gens que vous avez à juger. L’homme qu’ils ont attaqué a capitulé, amputé, parjuré, déshonoré, et je dois le dire comme je le pense (…) : il a trahi la France en Algérie. (…) Voilà pourquoi, me mettant à la place de ceux que vous allez juger, j’ai l’impression, Monsieur le Président, de les comprendre, de comprendre leurs mobiles. (…) Il ne faudrait pas que l’amour de la patrie soit vraiment la seule passion qui ne vaille pas d’excuses à ceux qui la servent. »

En outre, selon lui, « le régime actuel (…) viole fréquemment les principes du droit, et les accusés ne peuvent pas ne pas penser que, s’ils avaient réussi d’une façon ou d’une autre à mettre hors d’état d’exercer le pouvoir celui qu’ils ont attaqué, il n’y aurait pas eu, par exemple, le viol de la Constitution qu’a constitué le recours au référendum le 8 octobre ». 
La même année, le Centre d'études politiques et civiques lui confie le soin d’aborder la question de « la signification du drame algérien » lors d'un dîner-débat. Ce « reniement des promesses solennelles », déclare-t-il, c'est « la destruction de la France car il a fallu détruire la Loi, le Droit, les institutions, les principes juridiques : la France n'a plus de constitution puisqu'elle est violée quotidiennement ». Il croit encore qu'il est impossible à l'une de vivre sans l'autre et que la perte de l'Algérie a ébranlé l'équilibre du monde. Et déplore l'affaiblissement volontaire du monde libre, son « refus de se défendre contre la subversion ». 
Il déclare publiquement dans Le Monde, lors des présidentielles de 1965, qu'il entend voter au second tour « pour le candidat de mes adversaires » (François Mitterrand), par antigaullisme et pour « la démocratie, la légalité constitutionnelle, l'Europe et nos naturelles et traditionnelles alliances ». L'année suivante, il évoque encore « l’infiniment douloureuse et désastreuse et honteuse sécession de l’Algérie ».

## Œuvres
- 1944, Petite histoire des grandes doctrines économiques, PUF
- 1946, Redevenir des hommes  libres, Librairie de Médicis (recueil de textes publiés ou inédits, de 1941 à 1946: Lire en ligne )
- 1948, Plaidoyer pour le conservateur dans Henri Guillemin, André Mandouze, Paul Ricœur, Georges Hourdin, Daniel Villey, Marie-Ignace Montuclard, Les chrétiens et la politique, Temps présent[61]
- 1957-1958, Leçons de démographie, Ed. Montchrestien
- 1961, La question de Berlin, Éditions de l'Epargne, 39 p.
- 1961, La Grande-Bretagne et le Marché commun: la Communauté européenne (à six), le projet de zone européenne de libre échange (à dix-sept), et l'association européenne de libre échange (à sept), Éditions de l'Épargne, 47 p.
- 1965-1966, Notes de philosophie économique, Les cours de droit
- 1967, A la recherche d’une doctrine économique, Ed. Génin, Paris: En ligne sur le site de l'Institut Coppet).
- 1967, « Jacques Rueff, un libéral moderne », dans E. Claassen (dir.), Les fondements philosophiques des systèmes économiques, Payot, Paris.

cf. bibliographie, IDREF